# Okita Anri
Okita Anri (沖田 杏梨 (Trùng-Điền Hạnh-Lê) 28 tháng 10 năm 1986 –) là một cựu nữ diễn viên khiêu dâm, tarento, ca sĩ và nhà sáng tạo nội dung người Nhật Bản. Cô sinh ra ở Birmingham, Anh. Cô là thành viên nhóm nhạc BLACK DIAMOND dưới tên "ANRI".